# アフマド・ビン・ユーヌス・ビン・スライマーン・アル＝バッラーク
アフマド・ビン・ユーヌス・ビン・スライマーン・アル＝バッラーク（アラビア語: أحمد بن يونس بن سليمان البراك Aḥmad bin Yūnus bin Sulaimān al-Barrāk、英語: Ahmad Younos Sulaiman Al Barrak、1958年 - ）は、サウジアラビア王国の外交官、大使。リヤド生まれ。既婚。母語のアラビア語に加えて、英語とフランス語に堪能。

## 外交官としての経歴
1982年、外務省に入省。1999年から2002年にかけて駐ポルトガル・サウジアラビア代理公使、2002年から2008年にかけて国際連合サウジアラビア政府代表部、2008年から2010年にかけて外務省国際経済関係総局局長、2010年から2015年にかけて駐韓国サウジアラビア大使。
2015年より駐日サウジアラビア大使。同年7月1日、皇居で信任状を捧呈。同年9月1日、東京都港区にあるアラブ イスラーム学院を訪問し、アラビア語講座の教室では新入生や在校生に挨拶も行った。